# Paars
Paars é uma comuna francesa na região administrativa de Altos da França, no departamento de Aisne. Estende-se por uma área de 5,15 km². Em 2010 a comuna tinha 321 habitantes (densidade: 62,3 hab./km²).